# Fotofisión
| Física nuclear • Núcleo • Nucleones (p, n) • Materia nuclear • Fuerza nuclear • Estructura nuclear • Procesos nucleares |

La fotofisión es un proceso en el que un núcleo atómico, después de absorber un rayo gamma, experimenta un proceso de fisión nuclear y se divide en dos o más fragmentos.
La reacción fue descubierta en 1940 por un pequeño equipo de ingenieros y científicos que operaban el Westinghouse Atom Smasher en los Laboratorios de Investigación de la compañía de Forest Hills (Pensilvania). Utilizaron un haz de protones de 5 MeV para bombardear flúor y generar fotones de alta energía, con los que se irradiaron muestras de uranio y torio.
La radiación gamma de energías modestas, de unas pocas decenas de MeV, puede inducir la fisión en elementos fisibles, como los actínidos, el torio, el uranio, el plutonio y el neptunio. Se han realizado experimentos con rayos gamma de mucha mayor energía y se ha descubierto que la sección transversal efectiva para los procesos de fotofisión varía poco dentro del rango bajo de los GeV.
George C. Baldwin y su equipo realizaron mediciones de los rendimientos de la fotofisión en uranio y torio, junto con una investigación acerca de la fotofisión en otros elementos pesados, utilizando rayos X continuos generados con un betatrón de 100 MeV de potencia. La fisión se detectó en presencia de un fondo intenso de rayos X mediante una cámara de ionización diferencial y un amplificador lineal, estando la sustancia investigada recubierta sobre un electrodo de una cámara. Dedujeron que la sección transversal máxima era del orden de 5 × 10−26 cm2 para el uranio y la mitad para el torio. En los demás elementos estudiados la sección transversal debe ser inferior a 10−29 cm2.

## Fotodesintegración
La fotodesintegración (fenómeno también llamado fototransmutación) es un proceso físico similar pero diferente, en el que un rayo gamma de energía extremadamente alta interactúa con un núcleo atómico y hace que entre en un estado excitado, que inmediatamente decae emitiendo una partícula subatómica.